# Daisuke Matsushita
Daisuke Matsushita (松下 太輔 Matsushita Daisuke?), född 31 oktober 1981 i Shizuoka prefektur, är en japansk före detta fotbollsspelare.
Matsushita började sin karriär 2001 i Júbilo Iwata. Efter Júbilo Iwata spelade han för Ventforet Kofu. Han avslutade karriären 2010.